# Cearta (film din 1963)
Cearta este un film românesc din 1963 regizat de Olimp Vărășteanu.